# Evelien Callens
Evelien Callens (* 19. Juli 1984 in Gent) ist eine belgische Basketballspielerin.

## Vereinskarriere
Die 1,87 m große Power Forward begann das Basketballspielen im Alter von sechs Jahren beim Genter Verein BBC Jeugd Gentson. 1999 schloss sie sich dem IMC Waregem an, wo sie drei Jahre lang spielte. Danach wechselte sie für ein Jahr in die USA zum Basketballclub der University of Nevada, Las Vegas, wo sie in der NCAA zum Einsatz kam. Im Jahr 2003 kehrte sie nach Belgien zurück, wo sie einen Vertrag beim Erstligaclub Tulikivi Deerlijk unterzeichnete und eine erfolgreiche Saison absolvierte. Gekrönt wurde ihre Leistung durch die Wahl zur Basketballspielerin des Jahres 2004 in Belgien. Danach spielte sie jeweils ein Jahr wieder für ihren Ex-Club IMC Waregem sowie für Dexia Namur. Mit Namur spielte sie in der Saison 2005/06 in der Euroleague Women. Seit 2006 steht sie beim italienischen Erstligisten Basket Spezia Club unter Vertrag.

## Karriere in der Nationalmannschaft
Bei der Qualifikation zur Europameisterschaft 2005 in der Türkei kam Evelien Callens in 10 Spielen der Belgier zum Einsatz.   Bei der Europameisterschaft 2007 in Italien hat sie an vier Qualifikationsspielen teilgenommen und mit ihrem Team die Endrunde erreicht, wo sie in allen Partien der Belgier auf dem Platz stand.